# Faleas de Calcedonia
Faleas de Calcedonia fue un autor griego del siglo IV a. C. del que sólo se conoce la referencia que aparece en el libro II de la Política de Aristóteles.
Junto con Hipodamos de Mileto fue uno de los primeros autores griegos en proponer un modelo de concordia en el seno de la polis que superara la crisis surgida de la guerra del Peloponeso —que acentuó las desigualdades y los antagonismos sociales—, y que constituiría por ello un precedente de la República de Platón.
La propuesta de Faleas para alcanzar la igualdad consistía en el reparto igualitario de las tierras —que no sería «difícil de conseguir en el momento de fundar una nueva colonia, pero que una vez constituidos los Estados ya era más complicado»— mediante matrimonios entre ricos y pobres en los «que los ricos den dotes sin recibir nada por ellas, y que los pobres las reciban sin pagar nada». Aristóteles criticó la propuesta porque él no creía en la igualdad absoluta.
Según el historiador francés, Claude Mossé, la propuesta de Faleas, como la de otros «teóricos» que intentaron resolver la crisis con «soluciones más o menos utópicas», estaba influenciada por el modelo de organización social y política de la polis de Esparta.